# Divine Heresy
Divine Heresy este o formație americană de metal din Los Angeles, California. Trupa a fost formată în 2005, de către fondatorul Fear Factory - chitaristul Dino Cazares.

## Membrii trupei
Membri actuali
- Dino Cazares – chitarist (2005–prezent)
- Travis Neal – voce (2008–prezent)

Foști membri
- John Sankey – baterie (2005)
- Jose Maldanado - voce (2005)
- Tim Yeung – baterie (2006–2012)
- Tommy "Vext" Cummings – voce (2006–2008)
- Joe Payne – bas, back vocal (2007–2011)

Membri live
- Risha Eryavec – bas (2006–2007)
- Jake Veredika – voce (2008)

## Discografie
- Bleed the Fifth (2007)
- Bringer of Plagues (2009)
- TBA (2013)

## Clipuri video
- "Failed Creation" (2007)
- "Bleed The Fifth" (Tommy Vext Version) (2007)
- "Bleed The Fifth" (Travis Neal Version) (2008)
- "Facebreaker" (2009)